# Campanar des Moros
El Campanar des Moros és un jaciment arqueològic del municipi de Montuïri, Mallorca. Està situat a la possessió des Rafal, molt a prop del poblat talaiòtic de Son Fornés.

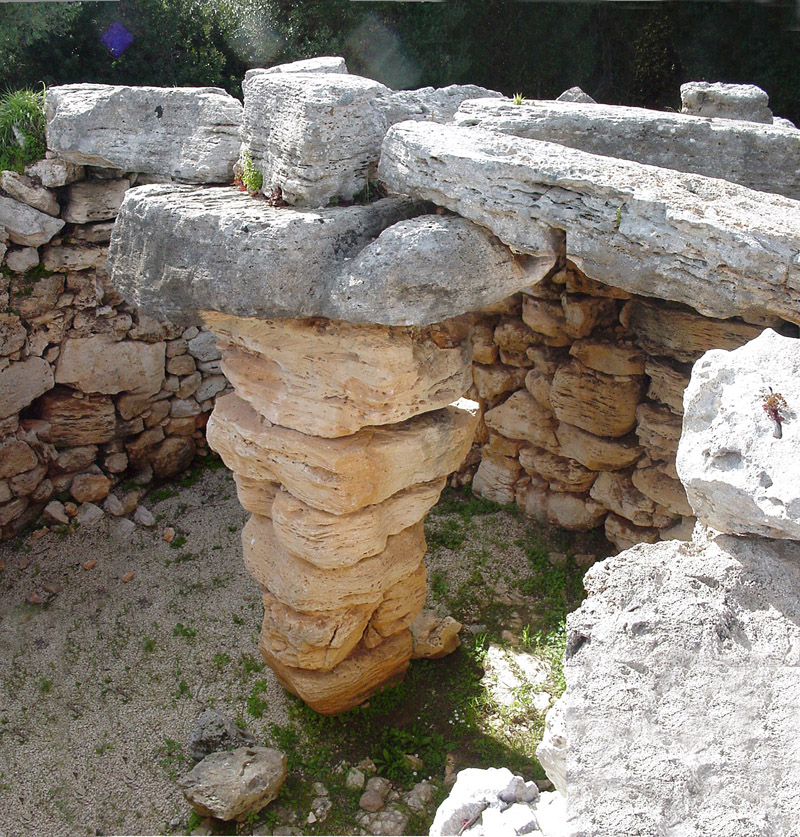
Columna del talaiot de l'Hospitalet Vell

Es constitueix d'una columna central d'un talaiot desaparegut, aquesta columna està formada per cinc grans blocs de pedra, que sumats arriben als quatre metres d'alçada, una dimensió força gran en comparació als talaiots que hi ha a les proximitats. El fet què hagi desaparegut el mur circular fa que sigui un jaciment singular a Mallorca, a més de que fou fotografiat al s.XIX pel reconegut arqueòleg Émile Cartailhac.